# Смртоносни благослов
Смртоносни благослов (енгл. Deadly Blessing) је амерички хорор филм из 1981. године, режисера Веса Крејвена, са Марен Џенсен, Шерон Стоун, Ернестом Боргнајном и Мајклом Бериманом у главним улогама. Иако филм није постигао подједнак успех као остали Крејвенови филмови, критичари га сматрају значајним, због тога што представља Крејвенову прелазну фазу између његова два култна класика, Брда имају очи (1977) и Страва у Улици брестова (1984).
Оскаровац Ернест Боргнајн, био је номинован за Награду Златна малина за најгорег глумца у споредној улози. У рецензији часописа Тајм аут наводи се: „Смртоносни благослов није веома добар филм, али даје снажан наговештај да ће Крејвен ускоро постати најистакнутији творац хорор филмова”.
Крејвен је сцену са змијом у кади касније искористио као идеју за култну сцену из филма Страва у Улици брестова, у којој се рука Фредија Кругера изненада појављује у кади Ненси Томпсон.
Музику за филм компоновао је Џејмс Хорнер, који је касније награђен са два Оскара за музику из филма Титаник (1997) и песму My Heart Will Go On.

## Радња
Након што јој је муж убијен под неразјашњеним околностима, његова удовица Марта Шмит постаје параноична због његове породице, која припада строго религиозној заједници по имену „Хити”, налик Амишима. У помоћ позива своје другарице, Лану Маркус и Вики Андерсон. И док се убиства око Мартине фарме настављају, она добија претње од породице свог покојног супруга, који је сматрају Инкубом.

## Улоге
| Глумац          | Улога         |
| --------------- | ------------- |
| Марен Џенсен    | Марта Шмит    |
| Шерон Стоун     | Лана Маркус   |
| Сузан Бакнер    | Вики Андерсон |
| Џеф Ист         | Џон Шмит      |
| Колин Рајли     | Мелиса        |
| Даглас Бар      | Џим Шмит      |
| Лиса Хартман    | Фејт Стохлер  |
| Лоис Нетлтон    | Луиза Стохлер |
| Ернест Боргнајн | Исаија Шмит   |
| Мајкл Бериман   | Вилијам Гланц |
| Кевин Куни      | шериф         |
| Лоренс Монтењ   | Метју Гланц   |
| Анабел Виник    | Рут Шмит      |